# Sophie Vercruyssen
Sophie Vercruyssen (22 febbraio 1992) è una bobbista belga.

## Biografia
Compete professionalmente dal 2014 come frenatrice per la squadra nazionale belga. Debuttò in Coppa del Mondo il 16 gennaio 2015 a Schönau am Königssee, quarta tappa della stagione 2014/15, piazzandosi al tredicesimo posto nel bob a due, e conquistò il suo primo podio il 27 novembre 2015 ad Altenberg, dove fu seconda in coppia con Elfje Willemsen.
Ha partecipato ai Giochi olimpici invernali di Pyeongchang 2018, classificandosi in tredicesima posizione nel bob a due in coppia con An Vannieuwenhuyse.
Prese inoltre parte a due edizioni dei campionati mondiali. Nel dettaglio i suoi risultati nelle prove iridate sono stati, nel bob a due: settima a Winterberg 2015 e nona a Innsbruck 2016. Agli europei ha invece vinto la medaglia d'argento nella rassegna di Sankt Moritz 2016 con Elfje Willemsen.

## Palmarès

### Europei
- 1 medaglia:
  - 1 argento (bob a due a Sankt Moritz 2016).

### Coppa del Mondo
- 3 podi (tutti nel bob a due):
  - 3 secondi posti.

### Circuiti minori

#### Coppa Europa
- 3 podi (tutti nel bob a due):
  - 3 vittorie.